# Piazza dei Martiri d'Istia
Piazza dei Martiri d'Istia è una piazza del centro storico di Grosseto.
La sua denominazione le è stata conferita in memoria delle vittime dell'eccidio di Maiano Lavacchio, tragico evento accaduto il 22 marzo 1944 in cui la milizia fascista locale uccise undici giovani renitenti alla leva, che risiedevano principalmente a Istia d'Ombrone.

## Descrizione
La piazza, di forma quadrangolare, presenta al centro un'aiuola con alberi che la ombreggiano interamente durante la stagione primaverile ed estiva. Sul lato orientale è da segnalare la presenza della facciata della chiesa della Misericordia, mentre in quello meridionale si affaccia un complesso architettonico che ospita alcuni uffici della Provincia. L'edificio religioso, sede dell'omonima arciconfraternita, la divide dalla più orientale e ampia piazza della Palma, alla quale è collegata attraverso un breve asse viario, il largo Carlo Gentili, che congiunge i lati settentrionali delle rispettive piazze.

## Storia
La piazza è rilevata nella carta dell'ingegnere Andrea Dolcini del 1749 e prendeva il nome dall'antica chiesa di San Leonardo, documentata dal 1152. Sul lato sinistro sono menzionati due pozzi, detti "dell'acqua bona" e "dell'acqua cattiva", uno dei quali di epoca medievale, tanto che nella mappa catastale di Gaetano Becherucci del 1823 la piazza è registrata con il nome di "piazza dei due pozzi".
Nel 1844 la chiesa di San Leonardo, acquisita dalla Venerabile Arciconfraternita della Misericordia di Grosseto nel 1827, venne demolita per permettere la costruzione di un nuovo edificio di culto a uso della confraternita, che venne inaugurato l'anno successivo.
Dopo l'unità d'Italia la piazza prese il nome di "piazza Magenta", in ricordo della nota battaglia risorgimentale, mentre nei primi anni del XX secolo venne realizzata la pavimentazione che andò a coprire ciò che restava dei due pozzi d'approvvigionamento dell'acqua.
Sul finire della seconda guerra mondiale, l'area tra la piazza, via Garibaldi, via dell'Unione e la piazza della Palma fu pesantemente danneggiata dai bombardamenti anglo-americani: se la chiesa non registrò alcun danno, venne invece distrutta la casa del Mutilato con il fronte sulla piazza posta tra via Garibaldi e via Paglialunga. Alla fine del conflitto, fu decisa l'intitolazione ai martiri d'Istia, undici ragazzi che furono trucidati dalla milizia locale della Guardia Nazionale Repubblicana poco lontano da Istia d'Ombrone per non essersi presentati alla chiamata alle armi della Repubblica Sociale Italiana, evento che sin da subito aveva scosso la popolazione grossetana. La piazza trovò infine definitiva sistemazione con l'attuazione del Piano parziale di ricostruzione, steso dall'ingegnere Giovanni Cavallucci e approvato dal Ministero dei lavori pubblici il 18 ottobre 1948.

## Monumenti e luoghi d'interesse
L'edificio di maggiore rilievo è la chiesa della Misericordia, intitolata a Giovanni Battista, costruita nel 1845 su progetto dell'ingegnere Pietro Passerini in luogo della medievale chiesa di San Leonardo.
Nel 1998 fu avviata all'interno del centro storico un'indagine archeologica guidata da Riccardo Francovich: in base agli esiti delle ricerche, venne localizzata nell'area intorno a piazza della Palma un villaggio di capanne di epoca alto-medievale, ipotizzabile come il primo nucleo della città di Grosseto. Durante gli scavi venne riportata alla luce, di fianco alla chiesa della Misericordia, la struttura a pozzetto di una fornace per la riduzione del minerale ferroso, praticamente inutilizzata e quindi conservatasi sostanzialmente integra: l'area in questione non è stata totalmente ripavimentata una volta completata l'indagine, ma una sezione attigua alla fornace (su largo Gentili) è stata circoscritta con una ringhiera, in modo da rendere visibili le canalizzazioni e le sovrastrutture in laterizio realizzate nei primi anni del XX secolo per coprire l'antico pozzo medievale di San Leonardo.